# 和姦
和姦（わかん）とは、双方の合意に基づいて行う性行為（姦通）、場合によっては拡大解釈されて双方同意の上で性交または性交渉を行うこと一般を指す。英語ではConsensual Sexual Intercourseという訳語が当てられる事が多い。同性間及び異性間問わず使われる言葉。オーラルセックスなど、性交渉全般での双方の合意に基づくものも含まれる。
厳密には、過去には婚姻者以外の合意のある性行為を指し、姦通罪の撤廃した現在では信頼のある特定のパートナーとの強制性のない性行為を除くと考えるのが妥当と考えられる。また、婚姻関係があっても強制性があれば和姦でもなく強姦となる場合がある。
同意のある不適切な関係性での性行為＝Sexual activity with an inappropriate relationship with consent
(和＝同意のある、姦通＝不義理の性行為、婚姻後の婚外性交渉、近親姦など社会的に容認されない不適切な関係性での性行為)
対義語とされていることが多い類義語は、同意の無い姦通行為を指す強姦であるが、現在『強姦』という言葉が持つ意味は広く「暴力・脅迫等によって双方の同意なく一方の恣意的、強制的に行なわれる性行為一般」を示す。ゆえに強姦罪は夫婦間であっても成立する。
また、同意のないセックスであっても、本人達がそれを強姦だと感じていない場合も多く、実際には必ずしも強姦とされる訳ではない。かつて1980年代のアメリカ合衆国ではこの問題を原因として、4人に1人の女性が強姦されているという推計がメディアによって扇情的に流されたが、強姦されたはずの女性が自分を強姦した人物に再び強姦されることを望んだという調査結果など不可解な点が多く、その後は基準の拡大解釈による神話とみなされるようになり、現実的には20人から30人に1人くらいの被害率とされている。

## 法的な位置づけ
法的には、異性間での性行為に関し、刑法の強姦罪で規定されている。なお、同性間での和姦、強姦の定義付けは曖昧で、強制わいせつ罪が強姦罪の代わりに適用される場合が多いようである。
また、片方が18歳未満であった場合、都道府県の条例によっては原則違法となる場合がある（淫行条例）。

## 児童同士の位置づけ
日本の法的には、性的同意年齢は16歳である。16歳未満の児童同士が性交渉を行った場合、相手の同意を取ることが原則的に不可能であるため、強姦罪が適用されうる。ただし、少年法の適用がなされるため罪には問われない。
ただし、金銭の授受が前提であった場合は、買春した側は児童買春・児童ポルノ処罰法違反に問われ、売春した側は売春防止法違反容疑に問われる（本番行為なしの場合を除く）可能性もある。

## 映像表現
日本国内ではいわゆる、公共の電波を使った実写テレビドラマでは、NHK、民放製作問わず、近年では純愛ものであっても、性交シーンは抑えられている場合が多い。
邦画では、昔ほどではないにせよ、女優が全裸になり、激しい性交シーンを演じる場合がある。海外の作品でも、ドラマは極力抑えられているが、映画になるとかなり激しいシーンがある。アメリカ合衆国はテレビドラマに関する規制が強いため、純愛ものであろうがなかろうが、性交シーンはほとんど出てこない。但し、映画に関しては多少緩いようである。

## 文学表現（日本）
近年では、特に成人向けコンピュータゲームの普及により、ゲームのシナリオを基に、新書本として発売されるケースが多い。純愛ものから陵辱ものまで多岐に渡る。
また、ボーイズラブ系の書物も多く出版されていて、男性同士による性交シーンがかなり大きく表現されている。
このようなアダルトゲーム系の書物が広がる前は、様々なジャンルの本で、和姦ものの性交シーンが、表現の強弱はあるにせよ存在していた。ただ、昔は性交シーンをたとえ活字でも掲載するということはなかなか勇気のあることであったという。これは、世代により性交の考え方の違いが、現在の性交を多く扱った書物の出版に大きく影響しているものと出版業界では言われている。

## 注
1. ↑  Carrie Lukas on Campus Rape National Review Online